# Luis Carlos Croissier
Luis Carlos Croissier Batista (Arucas, 1950) é um economista e político espanhol que foi Ministro da Indústria e Energia no segundo governo de Felipe González.